# Потоси (гора)
Потоси (англ. Potosi) — гора, находящаяся в округе Кларк, штат Невада, США. Является одной из шести гор, окружающих Лас-Вегас. Находится примерно в 50 км к юго-западу от Лас-Вегаса. 
Гора является местом гибели рейса «TWA Flight 3» 16 января 1942 года. Все 22 человека, находившиеся на борту самолёта погибли, включая актрису Кэрол Ломбард.